# リチャード・ウィルスン (小説家)
リチャード・ウィルスン（Richard Wilson、1920年 - 1987年）はアメリカ合衆国のSF作家であり、熱心なSFファン。

## 人物
フューチャリアンズ（Futurians）の会員であり、同会員のレスリー・ペリー（Leslie Perri）と結婚していた時期がある。
少年時代からSFを愛好し、1940年ごろ（20歳ごろ）から「アストニッシング・ストーリーズ」誌に寄稿を始める。この時期の作品は同じく新人だったC・M・コーンブルースとの合作であり、2人で質の高くないスペース・オペラを乱作したという。戦後は1951年から活動を再開し、「イフ」誌、「ギャラクシー」誌、「F&SF」誌などの一流誌に短編を寄稿した。
ウィルスンはシラキューズ大学ニュース局のディレクターとして、パブリック・リレーションズの分野でも活動した（1964年から80年）。1980年に彼はシニア・エディターとなり、82年に退職した。彼は1987年5月に永眠した。
彼の、SF界およびシラキューズ大学への貢献として他に挙げられるのは、多くの著名SF作家から文書の寄付を受け、同大学のジョージ・アレンツ研究所図書館へ寄付したことである。その一環としてウィルスンは「明日の世界」誌1967年5月号に『シラキューズ大学のSFコレクション』という記事を書いている。このコレクションは最終的には草稿、ゲラ刷り、雑誌、書簡、美術品を含むようになった。寄付者にはピアーズ・アンソニイ、ハル・クレメント、キース・ローマー、ラリー・ニーヴン、フレデリック・ポールなどがいる（ウィルスン自身もその一人である）。これらの文書は初め倉庫にしまわれていたが、後に大学構内にあるアーネスト・スティーヴンソン・バード図書館の空調された最上階に移された。これは「世界で最も重要なSFの原稿と文書のコレクション」と呼ばれている。

## 作品について
代表的な作品としては以下のものなどが挙げられる。長編では『第五惑星の娘たち』（"The Girls from Planet 5", 1955）、"Those Idiots from Earth"(1957)、"30-Day Wonder"(1960)、"And Then the Town Took Off"(1960)など。短編集では"Time Out for Tomorrow"(1962)が代表的。単独の中・短編では1966年度ネビュラ賞短篇小説部門にノミネートされた"The Eight Billion"や、ヒューゴー賞中篇小説部門にノミネートされ1969年度ネビュラ賞を受賞した「世界の母」"Mother in the World"、そして1980年度ネビュラ賞長中篇小説部門にノミネートされた"The Story Writer"などである。さまざまなタイプのSFを書き分けたが、著書は長編3篇、短編集2冊と少ない。
彼の作風に関して日本のSF編集者・翻訳家厚木淳は次のように述べている。